# Martinus Willem Beijerinck
Martinus Willem Beijerinck (Amsterdam, 16 marzo 1851 – Gorssel, 1º gennaio 1931) è stato un microbiologo e botanico olandese.

## Biografia
Nel 1888 scoprì i batteri azotofissatori delle piante.
Nel 1898, usando esperimenti di filtrazione su foglie di tabacco infette, riuscì a dimostrare che il mosaico del tabacco è causato da un agente infettivo di dimensioni inferiori a quelle di un batterio. Beijerinck chiama tali agenti virus, particelle subcellulari capaci di riprodursi infettando una cellula ospite. Fu professore all'Università di Delft definendosi esponente della neonata ecologia microbica.